# ロドルフォ・ビアジ
ロドルフォ・ビアジ（Rodolfo Biagi、1906年5月14日 - 1969年9月24日）は、タンゴの楽団代表、ピアニスト、作曲家。

## 生涯
1906年5月14日、アルゼンチンのブエノスアイレスに生まれる。
13歳のときに、映画館でのピアノ伴奏をすることにより、ピアニストとしてデビューを果たす。タンゴの楽団を転々したあと、1935年、ファン・ダリエンソ楽団に入団し、ピアノ演奏も、バンドネオンのリズムを大切にするなど、個性を発揮する。
1938年に、自らが代表を務めるロドルフォ・ビアジ楽団（Rodolfo Biagi y Su Orquesta）を結成する。その後、タンゴの黄金期で活躍する。特に、歌を大切にしていた。彼は自らの楽団で202曲の録音を残した。すべての楽器による極限まで短いスタッカートで知られている。これはもともとダリエンソ楽団で披露していたものだったが、ビアジはそのスタッカートを聞き取れないほどにまで細かくそして短くした。
その超絶技巧から「Manos Brujas(妖しい手)」と呼ばれた。1969年9月24日死去した。

## 様式
ラ・クンパルシータの有名な「音無しのリズム」直前に行われる右手の装飾音は1937年のビアジの発案に拠るものだが、非常に素早い指の運動が必要であるため、わざとゆっくり弾くピアニストが多い。

## 録音
YouTubeにも、ロドルフォ・ビアジ楽団の演奏が、アップロードされている。